# Antoine Meillet
Antoine Meillet (francês: [ɑ̃twan mɛjɛ]; Moulins, 11 de novembro de 1866 — Châteaumeillant, 21 de setembro de 1936) foi um linguista francês. Um dos principais nomes da linguística do século XX, ele iniciou seus estudos na Universidade de Paris, onde foi influenciado pelas ideias de Michel Bréal, Ferdinand de Saussure e dos membros da revista L'Année Sociologique. Em 1890, fez parte de uma viagem pelo Cáucaso, onde estudou a língua armênia. Após seu retorno, teve contato com as palestras e conferências de Saussure sobre linguística comparada.
Meillet concluiu sua tese de doutorado, Research on the Use of the Genitive-Accusative in Old Slavonic, em 1897. Em 1902, assumiu a cadeira de armênio no Instituto Nacional de Línguas e Civilizações Orientais. Em 1905, entrou para o Collège de France, onde lecionou e pesquisou sobre história e estrutura das línguas indo-europeias. Uma de suas declarações mais citadas afirma que "qualquer pessoa que deseje ouvir como os indo-europeus falavam devem ouvir um camponês lituano".
Hoje, Meillet é lembrado como mentor de uma geração de linguistas e filólogos, que se tornariam centrais na linguística francesa, como Émile Benveniste, André Martinet e Georges Dumézil.

## Obras
- 1902-05: Études sur l'étymologie et le vocabulaire du vieux slave. Paris, Bouillon.
- 1903: Esquisse d'une grammaire comparée de l'arménien classique.
- 1903: Introduction à l'étude comparative des langues indo-européennes.
- 1908: Les dialectes indo-européens.
- 1913: Aperçu d'une histoire de la langue grecque.
- 1913: Altarmenisches Elementarbuch.
- 1917: Caractères généraux des langues germaniques (rev. edn. 1949)
- 1921: Linguistique historique et linguistique générale.
- 1923: Les origines indo-européennes des mètres grecs.
- 1924: Les langues du monde (co-editor with Marcel Cohen). (Collection linguistique, 16.) Paris: Champion. (2nd edn. 1952)
- 1924: Le slave commun
- 1928: Esquisse d'une histoire de la langue latine.
- 1925: La méthode comparative en linguistique historique (The comparative method in historical linguistics translated by Gordon B. Ford, Jr., 1966)
- 1932: Dictionnaire étymologique de la langue latine.